# Lo Barnechea
Lo Barnechea est une commune du Chili, située dans la province et la région métropolitaine de Santiago.

## Géographie

### Situation

Localisation de la partie urbanisée de Lo Barnechea (en rouge) au sein de l'agglomération de Santiago.

La commune s'étend sur 1 024 km2 dans le nord-est de la province de Santiago, dont elle occupe 48 % du territoire. Elle comprend une petite partie urbanisée au sud-est, incluse dans l'agglomération de Santiago. La plus grande partie du territoire communal s'étend sur la cordillère des Andes, où le Molina et le San Francisco se rejoignent pour former le Mapocho.

## Histoire
Lo Barnechea a connu une longue occupation humaine pendant des milliers d'années. La culture Llolleo se développe à partir du IIIe siècle av. J.-C..
À l'époque pré-hispanique vivent les Huaicoches qui sont intégrés à l'Empire inca.
Après la colonisation espagnole, le premier propriétaire de ces terres est Antón Días, un soldat venu avec Diego de Almagro et qui avait été un compagnon de Pedro de Valdivia. En 1559, il obtient des terres du gouverneur Rodrigo de Quiroga. Il agrandit par la suite sa propriété qui s'étend alors entre le Mapocho au nord, l'Argentine à l'est et le Colorado au sud. Elle passe entre les mains de différents possesseurs jusqu'en 1771, quand elle est achetée pour 639 $ par José Antonio Bonechea.
Le village de Lo Barnechea trouve son origine en 1862 et tire son nom de Francisco de Paula Barrenechea, propriétaire d'une hacienda sur le secteur.
Un décret du 9 mars 1981 crée la commune de Lo Barnechea, à partir d'une subdivision de celle de Las Condes, mais elle demeure administrée par cette dernière. Enfin, par le décret du 20 mai 1991, Lo Barnechea devient une municipalité de plein exercice, en même temps que Vitacura.

## Population et société

### Démographie
La population s'élevait à 105 833 habitants en 2017. Celle-ci est hétérogène, car elle est habitée par des familles à revenus élevés et moyens-élevés dans des secteurs tels que La Dehesa, Los Trapenses et El Arrayán, ainsi que par des familles à revenus faibles et moyens, principalement dans le quartier de Lo Barnechea, La Ermita et le Cerro Dieciocho.

## Politique et administration
La commune est dirigée par un maire et huit conseillers élus pour un mandat de quatre ans. Les dernières élections ont eu lieu les 26 et 27 octobre 2024.
| Période         | Période         | Identité                | Étiquette | Qualité |
| --------------- | --------------- | ----------------------- | --------- | ------- |
| 1991            | 6 décembre 1994 | Eduardo Cuevas Valdés   | DC        |         |
| 6 décembre 1994 | 6 décembre 2008 | Marta Ehlers Bustamante | RN        |         |
| 6 décembre 2008 | novembre 2019   | Felipe Guevara Stephens | RN        |         |
| 6 novembre 2019 | 6 décembre 2024 | Cristóbal Lira Ibáñez   | UDI       |         |
| 6 décembre 2024 | en fonction     | Felipe Alessandri (es)  | RN        |         |

## Transports
Étant située à une extrémité de la zone métropolitiane, la commune est faiblement connectée aux transports publics, desservie par le réseau d'autobus Red de l'agglomération de Santiago. En conséquence, elle est, avec Vitacura, une des communes possédant le plus fort nombre de véhicules motorisés par habitant du Grand Santiago.
La commune abrite le seul funiculaire de l'agglomération (Ascensor del cerro 18 (es)), ouvert en 2016, qui permet d'accéder au sommet de la colline 18 où se situe le parc de la Chilenidad.